# Хащів
Ха́щів — село в Україні,  Самбірського району Львівської області. Населення становить 467 осіб. Орган місцевого самоврядування -  Турківська міська рада.

## Географія
Межує з кордоном Польщі. Розташоване за 24 км від райцентру Турка і однойменної залізничної станції.
Село з'єднане з райцентром автодорогою. Селом тече річка Лихнева.

## Історія
Хащів заснований 1530 року.
У 1939 р. — 990 мешканців (970 українців і 20 євреїв).
У Радянсько-німецькій війні в радянську армію мобілізовано 63 селян, з них 13 загинули.
За Хащів йшли кровопролитні бої між совєцькими та нацистськими військовими підрозділами. Втрати радянських військ склали 22 загиблих. На братській могилі 1975 року встановлено пам'ятник.
Після повернення радянської влади у селі влаштовано примусову колективізацію, створено ферму і бригаду лімнянського колгоспу «Нове життя».

## Церква
Посеред села на пагорбі розташована дерев'яна церква Собору Пресвятої Богородиці. Датою її побудови зазначений 1877 рік, а будівничий — Теодор з Терла. Храм входить до пам'яток архітектури місцевого значення. Споруда орієнтована за традицією на схід. Тризрубна, триверха, бойківського типу будова. Квадратні зруби (нава ширша) увінчані четвериками з двома заломами, завершеними великими восьмериковими ліхтарями з маківками і хрестами. Оперізує церкву суцільне піддашшя, оперте на виступи вінців зрубів. Під ними по обидва боки вівтаря сховані невеликі прямокутні ризниці, добудовані у 2002 році. Стіни підопасіння оббиті пластиковою вагонкою.

## Господарство
У радянські часи працювала польова бригада (483 га сільгоспугідь, зокрема 282 га орних земель), ферма на 750 голів великої рогатої худоби та швейна майстерня.

## Народились
- Павлюх Захар Гнатович (1848—1934) — український військовик, військовий юрист, художник, громадський діяч, головний референт військового судівництва при уряді ЗУНР.
- Павлюх Гнат (1879—1972) — діяч української освіти і пластунського руху в Західній Україні.
- Хащівський Василь Михайлович-«Марко» — кур'єр ЗП УГВР, лицар Срібного хреста бойової заслуги УПА 1 класу.

## Соціальна сфера
Школа, народний дім з широкоекранною установкою, бібліотека (10 000 книг), ФАП, три крамниці.